# Benedictus Chelidonius
Benedictus Chelidonius ou Schwalbe (également Benedict Chelydonius ou Caledonius), né en 1460 et mort en 1521, était un abbé du Schottenstift. Un érudit de Grec et un poète Néolatin, il œuvra avec l'artiste Albrecht Dürer. Dans certaines de ses publications il prit le nom Musophilus.

## Vie
L'historien du XVIIe siècle Thomas Dempster certifia que Benedict avait une origine écossaise, probablement sur la base de son surnom (en réalité pris du Grec cheridon, signifiant hirondelle), et possiblement aussi parce que son association avec la prétendue Abbaye écossaise de Vienne (en réalité de fondation irlandaise). En fait il vient de Nuremberg, et devint un moine de l'abbaye de Saint Égide à Nuremberg.
Chelidonius écrivit une poésie sur la passion du Christ et la vie de la Bienheureuse Vierge Marie pour accompagner les gravures sur bois publiées par Albrecht Dürer en 1511. Il déménagea à Vienne en 1514, devenant abbé de l'Abbaye écossaise en 1518. En 1519 il publia une édition du Libri quatuor sententiarum de Bandinus, un théologien du XIIe siècle - un résumé des Sentences de Pierre Lombard que Chelidonius pensait erronément avoir été le modèle de Pierre Lombard.
Il fut un ami proche du théologien Johannes Eck, l'opposant de Martin Luther, et le Dictionary of National Biography, suivant Dempster, lui attribua un tract contre Luther, Contra Lutherum apostatam. Cependant, le tract ne peut pas être identifié.
Benedict décéda le 8 septembre 1521.